# Erzeparchie Bosra und Hauran
Die Erzeparchie Bosra und Hauran (lat.: Archidioecesis Bostrenus et Auranensis) ist eine in Syrien gelegene Erzdiözese der melkitischen griechisch-katholischen Kirche mit Sitz in Bosra.

## Geschichte
Das Erzbistum Bosra und Hauran wurde 1687 als Erzbistum Bosra errichtet, damals noch als Teil des Griechisch-Orthodoxes Patriarchat von Antiochien. Anfang des 18. Jahrhunderts kam es zur Spaltung zwischen an Rom und an Konstantinopel orientierten Teilen der Kirche, und gegen den Willen des Patriarchen Jeremias III. Sylvester in Konstantinopel erkannte Papst Benedikt IV. Kyrillos VI. Tanas 1729 als Patriarchen von Antiochien an. 1881 wurden die Erzbistümer Bosra und Hauran der Melkitischen Griechisch-Katholischen Kirche zur Erzeparchie Bosra und Hauran mit Sitz in der Mariä-Himmelfahrt-Kathedrale von Chabab vereinigt. Die Griechisch-Orthodoxe Kirche hatte nunmehr ein konkurrierendes Erzbistum Bosra, das sich in as-Suwaida befindet und den Namen Erzbistum Bosra, Hauran und Dschabal al-Arab trägt.

## Ordinarien

### Erzbischöfe von Bosra
- Cirillo Fasfus, 1837–…
- Basilio Haggiar BS, 1871–1881

### Erzbischöfe von Bosra und Hauran
- Basilio Haggiar BS, 1881–1887, dann Bischof von Sidon
- Nicolas Cadi, 1889–1939
  - Von 1939 bis 1943 wurde die Erzeparchie Bosra und Hauran vom Patriarchalvikar Jean Chami SMSP verwaltet.
- Pierre Chami SMSP, 1943–1967
- Nicolas Naaman SMSP, 1967–1982
- Boulos Nassif Borkhoche SMSP, 1983–2013
- Nicolas Antiba BA, 2013–2018
- Elias El-Debei, seit 2018